# Società per le Belle Arti ed Esposizione Permanente
La Società per le Belle Arti ed Esposizione Permanente, ai più nota come La Permanente, è un ente morale, sodalizio artistico e culturale di Milano.

## Storia
La società nasce in seguita alla fusione e fondazione in ente morale, nell'anno 1883, di due enti culturali: la Società per le belle arti (che era stata fondata a Milano nel 1844) e l’Esposizione permanente di belle arti (costituita più tardi, sempre a Milano, nel 1870).
Il nuovo Ente assunse quindi la denominazione, tuttora vigente, di Società per le Belle Arti ed Esposizione Permanente. 

Il suo carattere culturale, senza scopo di lucro e dedicato all'incremento delle belle arti, venne sancito dal re Umberto I nel 1884.
Dal XIX secolo dunque, La Permanente, come comunemente viene chiamata a Milano, svolge in modo autonomo il proprio compito di diffusione culturale, non solo nell'ambito milanese, ma anche in quello nazionale e internazionale.

Il sodalizio opera sia con mostre tematiche che con esposizioni dei soci artisti. Tipica manifestazione fu in passato anche il sorteggio di opere d'arte fra i soci.
Si può dire che la storia del sodalizio verta su alcuni punti focali:
- la rassegna inaugurale del 1886;
- la mostra del 1900 dedicata a La pittura lombarda del secolo XIX;
- la mostra dedicata al Novecento Italiano
- a sancire la ricostruzione postbellica del palazzo venne poi la mostra del 1953 La donna nell'arte da Hayez a Modigliani;
- infine Milano di ieri e di oggi attraverso l'arte (1957), mostra intesa a chiarire le relazioni tra l'istituzione e la città.

Il Palazzo della Permanente ha anche ospitato le manifestazioni della Biennale di Brera, iniziata nel 1908, che con il nuovo inizio nel dopoguerra ha preso il nome di Biennale nazionale di Milano.
Con il tempo è andato formandosi l'annesso Museo della Permanente (1992) il cui corpus è costituito dai premi acquisto della Biennale della Città di Milano, dalle opere sorteggiate e da donazioni da parte di privati e dagli stessi artisti soci, così da costituire una panoramica della realtà artistica degli ultimi secoli.
Importantissimo è l'archivio della Permanente, tuttora ricco di documenti, nonostante i gravi danni provocati dai bombardamenti della seconda guerra mondiale. Altrettanto ricca è l'attività editoriale e di catalogazione pubblicata via via nel tempo dalla Permanente in relazione alle sue iniziative espositive.
Assoluti protagonisti della storia culturale ed artistica hanno fatto parte del sodalizio. Basti ricordare, via via nel tempo, Francesco Hayez, Antonio Rotta, Tranquillo Cremona, Daniele Ranzoni, Gaetano Previati, Emilio Longoni, Mosè Bianchi, Giuseppe Pellizza da Volpedo, Angelo Morbelli, Gerolamo Induno, Lorenzo Vela, Filippo Tommaso Marinetti, Umberto Boccioni, Mario Sironi, Leone Lodi, Achille Funi, Carlo Carrà, Francesco Messina, Attilio Rossi, Filiberto Sbardella, Trento Longaretti, Giuseppe Ajmone.

## Presidenti
- 1886-1891 Federico Mylius
- 1892-1907 Carlo Bassi
- 1907-1935 Giorgio Mylius
- 1935-1945 Giovanni Treccani degli Alfieri
- 1945-1952 Carlo Ernesto Accetti
- 1952-1952 Giuseppe Caprotti
- 1952-1953 Giovanni Falck
- 1953-1957 Paolo Stramezzi
- 1957-1958 Giovanni Falck
- 1958-1961 Paolo Stramezzi
- 1961-1964 Franco Marinotti
- 1964-1972 Eugenio Radice Fossati
- 1972-1976 Angiola Maria Barbizzoli Migliavacca Campari
- 1976-1984 Alfredo Spagnolo
- 1984-2000 Giampiero Cantoni
- 2000-2003 Alberto Ghinzani
- 2003-2006 Rosellina Archinto
- 2006-2007 Giuseppe Melzi
- 2007-2013 Guido Podestà
- 2013-2016 Giulio Gallera
- 2016 Emanuele Fiano[2]

## Il palazzo

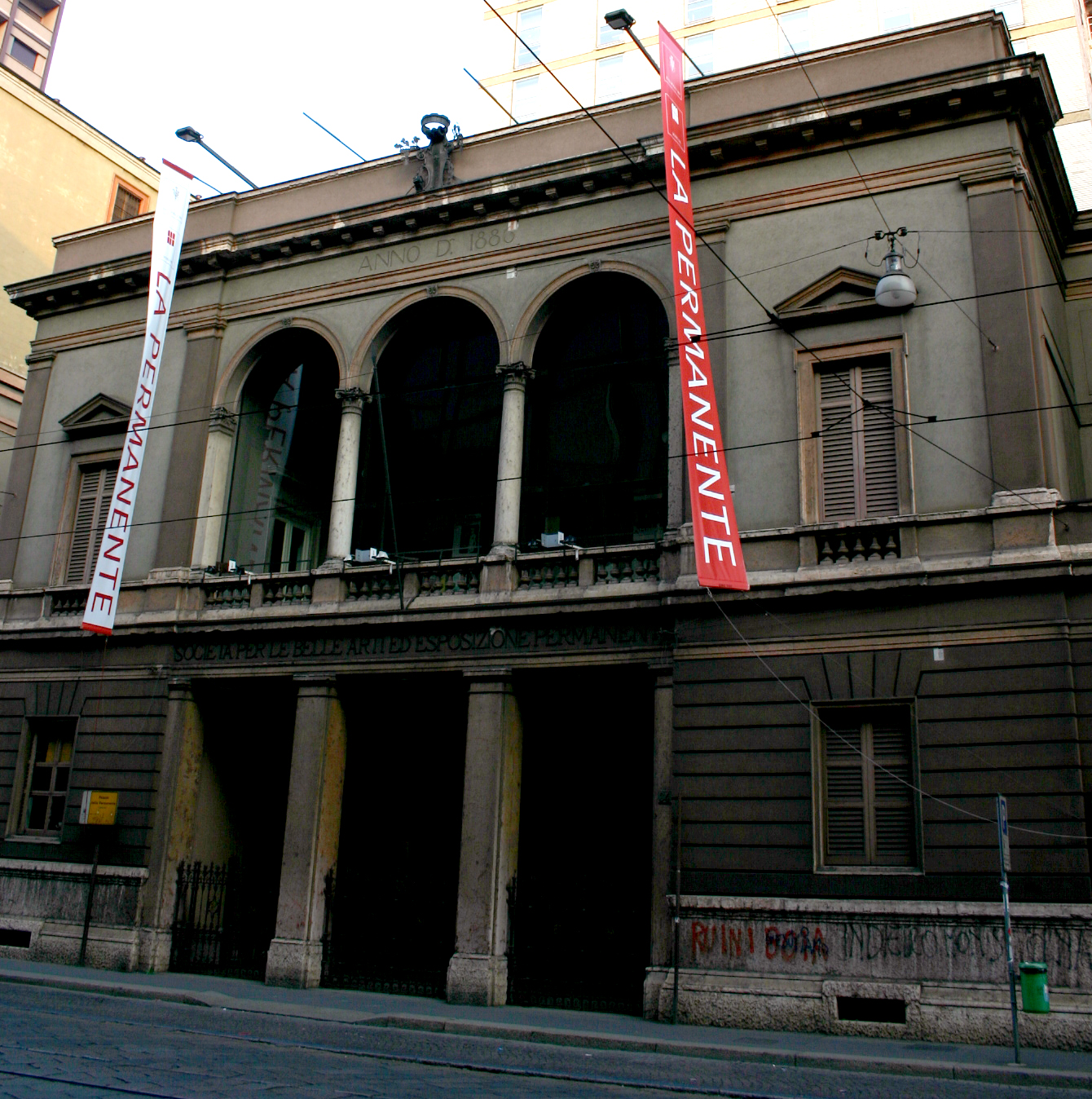
La sede della Permanente

Il Palazzo della Permanente, su progetto dell'architetto Luca Beltrami sito in via Turati (all'epoca via Principe Umberto), fu edificato per ospitare manifestazioni d'arte. 
Un'apposita esposizione lo inaugurò il 25 aprile 1886, mentre la prima mostra dei soci ebbe luogo nel 1892.
L'edificio del Beltrami fu in parte gravemente danneggiato dai bombardamenti del 1943; al termine del conflitto il palazzo fu ricostruito ad opera degli architetti Pier Giacomo e Achille Castiglioni negli anni 1952-1953.

## Principali esposizioni
- 1886 Mostra inaugurale
- 1892 Prima mostra dei soci
- 1900 La pittura lombarda del XIX secolo
- 1912 Mostra postuma di Tranquillo Cremona
- 1915 Mostra dell'Incisione italiana
- 1916 Biennale di Brera[3]
- 1926 I mostra del Novecento Italiano
- 1929 II mostra del Novecento Italiano
- 1953 La donna nell'arte tra Hayez e Modigliani
- 1953 XVIII Biennale nazionale di Milano
- 1955 XIX Biennale nazionale di Milano
- 1957 XX Biennale nazionale di Milano
- 1957 Milano di ieri e di oggi attraverso l'arte
- 1959 50 anni d'arte a Milano. Dal divisionismo ad oggi
- 1966 La Scapigliatura: pittura, scultura, letteratura, musica, architettura
- 1979 Mostra di Medardo Rosso
- 1983 Il Novecento italiano
- 1984 Oskar Kokoschka, 1906/1924, disegni e acquarelli
- 1990 Bildhauerei in Mailand, 1945-1990
- 2001 Esposizione straordinaria dei Soci della Permanente
- 2003 Nella materia: dal futurismo a Kiefer, da Burri a Kounellis
- 2004 Salone 2004
- 2006 Ventipiucento, mostra celebrativa dei centoventi anni dell'Ente
- 2006 Mostra di Arturo Martini
- 2007 Il Carnevale, mostra di Gianfilippo Usellini
- 2013 Dürer. L'opera incisa dalla collezione di Novara
- 2018 Chagall. Sogno di una notte d'estate
- 2018 Urbanart colore/materia/luce
- 2018 Caravaggio. Oltre la tela
- 2018 Tex Willer. 70 anni di un mito
- 2019 Io e Leonardo, artisti della Permanente e l'eredità di Leonardo